# 왕거인
왕거인(王巨仁, 생몰년 미상)은 신라 진성여왕 대의 은자(隱者)이다.

## 생애
어떤 사람이 정치를 비방하는 글을 지어 조정의 길목에 내걸었는데, 그것은 다라니의 은어(隱語)로 "나무망국 찰니나제 판니판니 소판니 우우삼아간 부이사바하(南無亡國 刹尼那帝 判尼判尼 蘇判尼 于于三阿干 鳧伊娑婆訶)"라고 쓰여 있었다. 이 글을 본 왕과 신하들은 대야주(大耶州: 현 경상남도 합천군)에서 은거하는 왕거인이 했을 것이라고 지목해 그를 옥에 가두었다. 그런데 왕거인이 시를 짓자 갑자기 하늘에서 옥에 벼락을 쳤으므로, 그를 놓아주었다.

## 왕거인이 등장하는 작품
- 《태조 왕건》 (KBS, 2000년~2002년, 배우: 장인한)